# 連邦直轄領 (マレーシア)
連邦直轄領（、マレー語: Wilayah Persekutuan、英語: Federal Territories）は、マレーシア連邦政府が直接統治をしている地域のことである。

## 概要
現在、以下の3地域が連邦直轄領である。
- クアラルンプール
- ラブアン
- プトラジャヤ

これら3地域の地位は他の13州と同等である。
クアラルンプールはマレーシアの首都であり、プトラジャヤはマレーシアの行政上の首都である。 
これらの3地域は、2004年3月27日にアブドゥラ・バダウィ首相によって創設された連邦直轄領省（マレー語: Kementerian Wilayah Persekutuan、略称KWP、英語: Ministry of Federal Territories）の管轄区域である。初代大臣は、ムハンマド・イサ・ビン・ハッジ・アブドゥル・サマドである。2013年5月16日以降は、テンク・アドナン・テンク・マンソルが現職である。
連邦直轄領は、もとは2つの州に所属していた。
- クアラルンプール - 1974年2月1日にスランゴール州から分離。
- ラブアン - 1984年4月16日にサバ州から分離。
- プトラジャヤ - 2001年2月1日にスランゴール州から分離。

これらの地域の歌は、『マジュ・ダン・セジャフテラ』（Maju dan Sejahtera、「進歩と繁栄」の意）である。

## 地方自治体
- 首都特別市
  - クアラルンプール首都特別市

## 歴代大臣
1. ムハンマド・イサ・ビン・ハッジ・アブドゥル・サマド（マレー語版） - 2004年3月～2006年3月
2. ズルハスナン・ラフィク（マレー語版、英語版） - 2006年3月～2009年4月
3. ラジャ・ノン・チク・ザイナル・アビディン（マレー語版、英語版） - 2009年4月～2013年5月
4. テンク・アドナン・テンク・マンソル（マレー語版、英語版） - 2013年5月～